# Eveline Peterson
Eveline Grace Peterson (* 17. Januar 1877 in Jalpaiguri; † 1944 in Totnes) war eine englische Badmintonspielerin.

## Karriere
Eveline Peterson gewann 1914 ihren ersten Titel bei den prestigeträchtigen All England im Damendoppel mit Margaret Tragett. 1922 siegte sie bei den Irish Open mit Guy Sautter im Mixed. 1926 und 1927 war sie mit Frank Devlin in der gleichen Disziplin bei den All England erfolgreich.

## Erfolge
| Saison | Veranstaltung | Disziplin   | Platz | Name                                   |
| ------ | ------------- | ----------- | ----- | -------------------------------------- |
| 1914   | All England   | Damendoppel | 1     | Margaret Tragett / Eveline G. Peterson |
| 1921   | Scottish Open | Damendoppel | 1     | E. G. Petterson / D. M. Aitken         |
| 1922   | Scottish Open | Damendoppel | 1     | E. G. Petterson / D. M. Aitken         |
| 1922   | Irish Open    | Mixed       | 1     | G. A. Sautter / E. G. Peterson         |
| 1926   | All England   | Mixed       | 1     | Frank Devlin / Eveline G. Peterson     |
| 1927   | All England   | Mixed       | 1     | Frank Devlin / Eveline G. Peterson     |